# Dmitrij Radčenko
Dmitrij Radčenko (rusky Дмитрий Леонидович Радченко; * 2. prosinec 1970) je bývalý ruský fotbalista.

## Reprezentace
Dmitrij Radčenko odehrál 35 reprezentačních utkání. S ruskou reprezentací se zúčastnil Mistrovství světa 1994.

## Statistiky
| Sovětský svaz | Sovětský svaz | Sovětský svaz |
| Roky          | Záp.          | Góly          |
| ------------- | ------------- | ------------- |
| 1990          | 2             | 0             |
| Rusko         |               |               |
| 1992          | 2             | 1             |
| 1993          | 5             | 1             |
| 1994          | 11            | 5             |
| 1995          | 8             | 2             |
| 1996          | 7             | 0             |
| Celkem        | 35            | 9             |